# أخيم شتاينر
أكيم شتاينر (بالألمانية: Achim Steiner)‏ (و. 1961  م) هو سياسي، ودبلوماسي من ألمانيا، والبرازيل، ولد في كارازينيو.

## التعليم
تعلم في كلية ورسستر، وكلية هارفارد للأعمال، ومدرسة الدراسات الشرقية والإفريقية.

## جوائز
حصل على جوائز منها:
- جائزة ستيغر  [لغات أخرى]‏.

## روابط خارجية
- أكيم شتاينر على موقع مونزينجر (الألمانية)